# Попов, Вадим Александрович
Вади́м Алекса́ндрович Попо́в (бел. Вадзім Аляксандравіч Папоў; род. 5 июля 1940, Демидов) — белорусский политический и государственный деятель. Председатель Палаты представителей Национального собрания Республики Беларусь с 2000 по 2004 годы и с 2007 по 2008 годы.

## Биография
Родился 5 июля 1940 года в Демидове Смоленской области. Трудовую деятельность начал рабочим, служил в рядах Вооружённых Сил. Преподавал в профессионально-техническом училище. Был на комсомольской работе, работал директором совхоза имени Калинина Краснопольского района, в партийных органах на различных должностях, генеральным директором государственного производственного объединения «Могилевоблагропромтехснаб», ОАО «Агромашсервис» Могилевской области, первым заместителем Министра, Министром сельского хозяйства и продовольствия Республики Беларусь.
Избирался депутатом, Председателем Палаты представителей Национального собрания Республики Беларусь второго созыва. Был Первым заместителем Председателя Парламентского Собрания Союза Беларуси и России, членом Высшего Государственного Совета Союзного государства.
- С 1957 — рабочий совхоза «Бетищевский» в Смоленской области, затем работал бригадиром, механиком совхоза.
- В 1961—1964 служил в рядах Советской Армии.
- 1964—1971 — на комсомольской работе.
- В 1971 окончил Белорусский институт механизации сельского хозяйства, а в 1984 — Минскую высшую партийную школу.
- В 1972—1976 работал директором совхоза имени Калинина Краснопольского района Могилёвской области.
- В течение многих лет был на партийной работе: инструктор, заведующий аграрным отделом Могилёвского обкома КПБ, инструктор ЦК КПБ, первый секретарь Осиповичского горкома КПБ, второй, первый секретарь Могилёвского обкома КПБ.
- С 1992 — на хозяйственной работе, возглавлял различные службы агропромышленного комплекса Могилёвской области.
- В марте 1999 был назначен первым заместителем Министра сельского хозяйства и продовольствия Республики Беларусь.
- 14 июля 2000 указом Президента назначен Министром сельского хозяйства и продовольствия Республики Беларусь.
- 6 октября 2000 назначен представителем государства ОАО «Белагропромбанк».
- В октябре 2000 избран депутатом Палаты представителей Национального собрания Республики Беларусь II созыва по Осиповичскому избирательному округу № 74.
- 21 ноября 2000 избран председателем Палаты представителей Национального собрания Республики Беларусь II созыва, в тот же день указом № 601 освобождён от должности Министра сельского хозяйства и продовольствия Республики Беларусь «в связи с переходом на выборную должность».
- 27 февраля 2001 постановлением Совета Министров Республики Беларусь № 274 освобождён от обязанностей представителя государства в Белагропромбанке.
- В октябре 2004 года избран депутатом Палаты представителей Национального собрания Республики Беларусь третьего созыва.
- С 18 ноября 2004 года — председатель Постоянной комиссии Палаты представителей Национального собрания Республики Беларусь по международным делам и связям с СНГ.
- 2 октября 2007 года избран председателем Палаты представителей Национального собрания Республики Беларусь третьего созыва (после отставки Владимира Коноплева).
- Депутат Парламентского Собрания Союза Беларуси и России — первый заместитель Председателя Парламентского Собрания, член Высшего Государственного Совета Союзного государства.

## Награды
- Орден Отечества III степени (2004 год).
- Орден Трудового Красного Знамени.
- Орден «Содружество» (25 марта 2002 года, Совет Межпарламентской Ассамблеи государств — участников Содружества Независимых Государств) — за активное участие в деятельности Межпарламентской Ассамблеи и её органов, вклад в укрепление дружбы между народами государств — участников Содружества[1].
- Медаль «МПА СНГ. 25 лет» (27 марта 2017 года, Межпарламентская ассамблея СНГ) — за заслуги в деле развития и укрепления парламентаризма, за вклад в развитие и совершенствование правовых основ функционирования Содружества Независимых Государств, укрепление международных связей и межпарламентского сотрудничества[2].
- Почётная грамота Президиума Верховного Совета БССР.